# Звінник Олександр Іванович
Олекса́ндр Іва́нович Зві́нник (25 серпня 1991, Київ, Україна — 5 вересня 2014, Тельманове, Тельманівський район, Донецька область, Україна) — солдат Національної гвардії України, учасник війни на сході України, водій БТРа (окремий стрілецький батальйон в/ч 3066, 27 Окрема бригада Національної гвардії України).

## Життєвий шлях
Народився 1991 року в місті Київ; єдиний син в родині. Закінчив 2006 року київську ЗОШ № 258, по тому — училище № 25. Пройшов строкову службу у підрозділі Повітряних сил ЗС України.
В часі війни — солдат — мобілізований із запасу. Брав участь в параді на Хрещатику 24 серпня 2014-го, звідки рушив на передову.
Загинув поблизу Маріуполя при виконанні службово-бойового завдання в зоні проведення бойових дій — терористи обстріляли колону українських силовиків, що поверталася до Маріуполя, Олександр зазнав смертельного кульового поранення. Тоді ж загинули Микола Кобринюк, Петро Лавріненко, Юрій Спащенко, Андрій Шанський.
Похований у Києві на Лісовому кладовищі.

## Відзнаки та нагороди
- 14 листопада 2014 року за особисту мужність і героїзм, виявлені у захисті державного суверенітету та територіальної цілісності України, вірність військовій присязі під час російсько-української війни, відзначений — нагороджений орденом «За мужність III ступеня» (посмертно).
- в травні 2016-го у Києві відкрито меморіальну дошку честі Олександра Звінника.
- 27 квітня 2021 року у Києві, в Парку на Жмаченка (вул. Генерала Жмаченка, 20), встановлено пам‘ятний знак та відкрито Алею Пам‘яті на честь Олександра Звінника.
- Його портрет розміщений на меморіалі «Стіна пам'яті полеглих за Україну» у Києві: секція 4, ряд 3, місце 17
- Вшановується в меморіальному комплексі «Зала пам'яті», в щоденному ранковому церемоніалі 5 вересня[1]